# Lanxess Arena
El Lanxess Arena (estilizado como LANXESS Arena, anteriormente conocido como Kölnarena) es un pabellón polideportivo de la ciudad de Colonia, Alemania. Fue inaugurado en 1998 y posee una capacidad máxima para 20.000 espectadores, siendo la arena más grande del país.
Ha sido utilizado por conjuntos locales como el Kölner Haie (hockey sobre hielo), el VfL Gummersbach (balonmano) y ocasionalmente el Köln 99ers (baloncesto), además de ser lugar para conciertos.
La arena ha sido reconocida varias veces por Pollstar como uno de los recintos más visitados anualmente, en el año 2015 fue la séptima con más de 730,000 entradas vendidas, mientras que en 2019 alcanzó el tercer lugar con más de un millón de visitantes.

## Historia

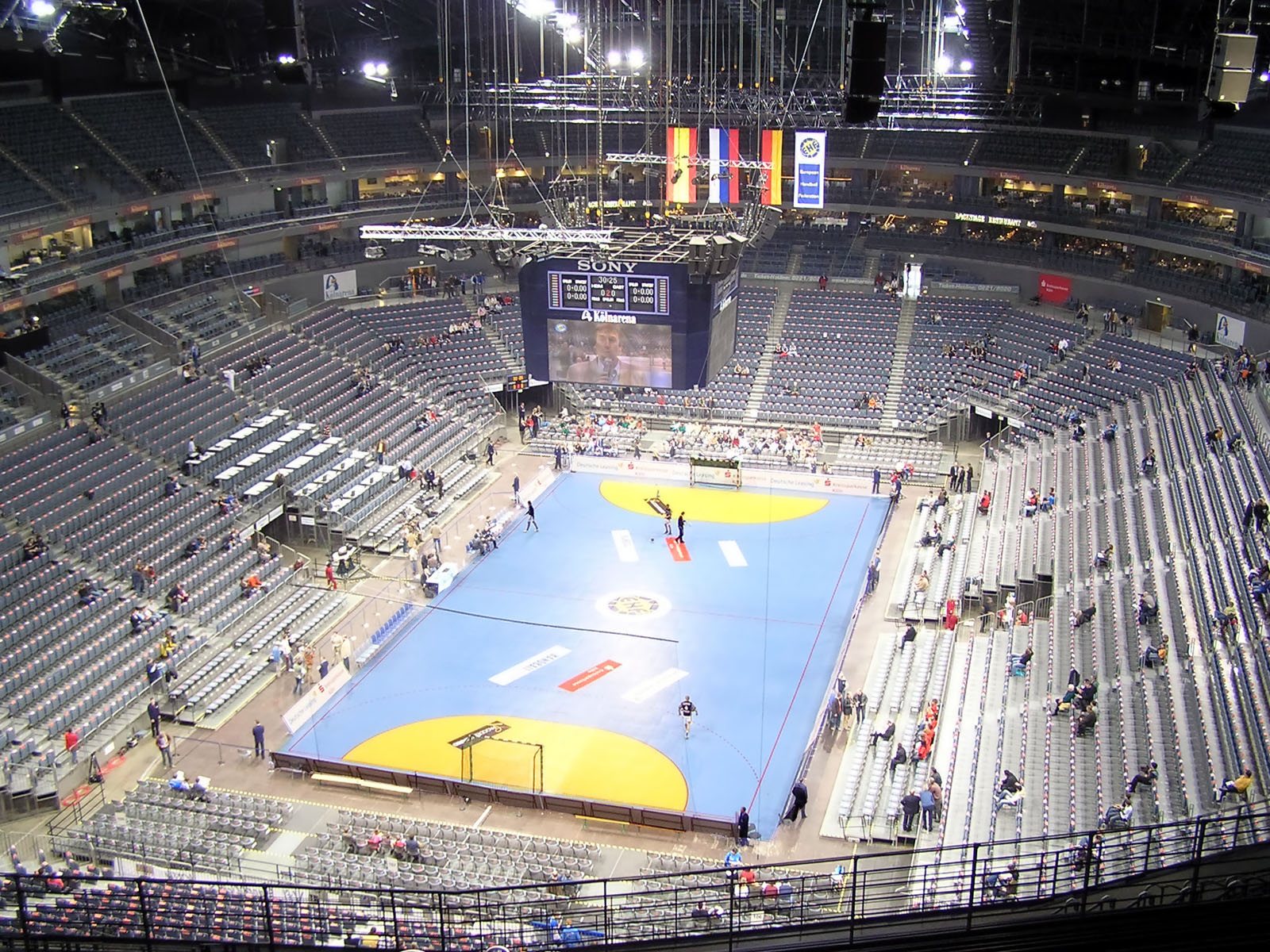
Vista interior de la arena

Desde mediados de la década de los 80 la ciudad tenía la necesidad de un nuevo salón de eventos, por ello en 1989 comienza la búsqueda de un espacio para la construcción e inversión privada, lo cual daría frutos con la aprobación del proyecto "EuroPalast". Luego de diversos problemas de financiamiento, en 1993 se logró el avance gracias a la constructora Philipp Holzmann AG, la cual presentó unos planos del proyecto ya existente integrado en la ciudad, pero con un diseño más pequeño y económico, el cual fue aceptado.
En 1996 se da inicio a la construcción luego de ciertos retrasos por dudas en su rentabilidad, que posteriormente se garantizaría mediante el desarrollo periférico de la zona. 
Después de dos años de construcción, el recinto abre sus puertas en 1998 con el nombre de Kölnarena. Fue inaugurado oficialmente el 17 de octubre con un concierto de Luciano Pavarotti, aunque albergaba conciertos y eventos deportivos desde el 11 de septiembre.
El 2 de junio de 2008 el recinto modifica su nombre a Lanxess Arena, debido a la adquisición en los derechos de denominación por parte de la empresa de productos químicos Lanxess por un período de 10 años. A principios de 2017 el acuerdo se extendería hasta el 31 de diciembre de 2023.
En 2012 la operadora fue absorbida por CTS Eventim, pasando a ser una subsidiaria de esta. Por otro lado en 2015 el dueño pasaría a ser Junson Capital Company Limited, quienes comprarían el recinto a Immobilienfonds Köln-Deutz Arena und Mantelbebauung GbR.

## Eventos

### Deportes
El recinto ha albergado diversas competiciones y torneos deportivos, entre ellos el Campeonato Mundial de Balonmano Masculino de 2007, el Campeonato Mundial de Hockey sobre Hielo Masculino de 2010, el Campeonato Mundial de Hockey sobre Hielo Masculino de 2017, el Final Four Euroliga 2021 y el Campeonato Europeo de Baloncesto Masculino de 2022.
Recibe anualmente el final four de la Liga de Campeones de la EHF desde la temporada 2009-10. La ciudad y la EHF han firmado un acuerdo para seguir realizándolo hasta el año 2026.
En 2009 recibió el evento de artes marciales mixtas, UFC 99.

### Música
El Lanxess Arena ha sido, desde su apertura, de los lugares de entretenimiento más grandes tanto de Colonia como del mundo. Algunos de los artistas que se han presentado aquí están enlistados debajo.
| Lista de conciertos celebrados en el Lanxess Arena | Lista de conciertos celebrados en el Lanxess Arena | Lista de conciertos celebrados en el Lanxess Arena | Lista de conciertos celebrados en el Lanxess Arena     | Lista de conciertos celebrados en el Lanxess Arena |
| Año                                                | Fecha                                              | Artista                                            | Tour                                                   | Asistencia                                         |
| -------------------------------------------------- | -------------------------------------------------- | -------------------------------------------------- | ------------------------------------------------------ | -------------------------------------------------- |
| 2002                                               | 12 de diciembre                                    | Shakira                                            | Tour de la Mangosta                                    | ―                                                  |
| 2003                                               | 17 de noviembre                                    | Justin Timberlake                                  | Justified and Lovin' It Live                           | —                                                  |
| 2007                                               | 8 de abril                                         | Shakira                                            | Tour Fijación Oral                                     | ―                                                  |
| 2007                                               | 10 de junio                                        | Justin Timberlake                                  | FutureSex/LoveShow                                     | —                                                  |
| 2007                                               | 20 de diciembre                                    | Spice Girls                                        | The Return of the Spice Girls                          | ―                                                  |
| 2010                                               | 11 de diciembre                                    | Shakira                                            | Sale el Sol World Tour                                 | 15,000                                             |
| 2012                                               | 10 de julio                                        | Madonna                                            | The MDNA Tour                                          | 14,489                                             |
| 2012                                               | 4 y 5 de septiembre                                | Lady Gaga                                          | Born This Way Ball                                     | 25,123                                             |
| 2013                                               | 5 de junio                                         | Alicia Keys                                        | Set the World on Fire Tour                             | ―                                                  |
| 2014                                               | 20 y 22 de abril                                   | Justin Timberlake                                  | The 20/20 Experience World Tour                        | 30,047                                             |
| 2014                                               | 7 de octubre                                       | Lady Gaga                                          | Artrave: The Artpop Ball Tour                          | 13,189                                             |
| 2015                                               | 5 de marzo                                         | Katy Perry                                         | Prismatic World Tour                                   | ―                                                  |
| 2015                                               | 13 de junio                                        | Ariana Grande                                      | The Honeymoon Tour                                     | ―                                                  |
| 2015                                               | 19 y 20 de junio                                   | Taylor Swift                                       | The 1989 World Tour                                    | 29,020                                             |
| 2016                                               | 4 y 5 de noviembre                                 | Madonna                                            | Rebel Heart Tour                                       | 25,952                                             |
| 2017                                               | 2 de marzo                                         | The Weeknd                                         | Starboy: Legend of the Fall Tour                       | 15,724                                             |
| 2018                                               | 23 de mayo                                         | Katy Perry                                         | Witness: The Tour                                      | 15,311                                             |
| 2018                                               | 5 de junio                                         | Shakira                                            | El Dorado World Tour                                   | 12,643                                             |
| 2018                                               | 21 y 22 de julio                                   | Justin Timberlake                                  | Man of the Woods Tour                                  | 30,638                                             |
| 2019                                               | 18 de marzo                                        | Shawn Mendes                                       | Shawn Mendes: The Tour                                 | 14,431                                             |
| 2019                                               | 23 de marzo                                        | Nicki Minaj                                        | The Nicki Wrld Tour                                    | 10,360                                             |
| 2019                                               | 1 de septiembre                                    | Ariana Grande                                      | Sweetener World Tour                                   | 15,928                                             |
| 2019                                               | 23 de septiembre                                   | Little Mix                                         | LM5: The Tour                                          | 6,291                                              |
| 2020                                               | 11 de febrero                                      | Jonas Brothers                                     | Happiness Begins Tour                                  | 14,762                                             |
| 2022                                               | 12 de mayo                                         | Dua Lipa                                           | Future Nostalgia Tour                                  | 16,703                                             |
| 2022                                               | 21 de junio                                        | Billie Eilish                                      | Happier Than Ever, The World Tour                      | 15,645                                             |
| 2022                                               | 8 de julio                                         | Alicia Keys                                        | Alicia + Keys World Tour                               | ―                                                  |
| 2022                                               | 22 de julio                                        | Harry Styles                                       | Love on Tour                                           | 16,069                                             |
| 2022                                               | 8 de diciembre                                     | Blackpink                                          | Born Pink World Tour                                   | 15,899                                             |
| 2023                                               | 1 de mayo                                          | Post Malone                                        | Twelve Carat Tour                                      | 15,692                                             |
| 2023                                               | 8 de mayo                                          | Sam Smith                                          | Gloria the Tour                                        | 15,893                                             |
| 2023                                               | 16, 18 y 19 de mayo                                | Elton John                                         | Farewell Yellow Brick Road                             | 44,701                                             |
| 2023                                               | 11 de junio                                        | SZA                                                | SOS Tour                                               | ―                                                  |
| 2023                                               | 9 de septiembre                                    | Blink-182                                          | World Tour 2023                                        | ―                                                  |
| 2023                                               | 17 de octubre                                      | Louis Tomlinson                                    | Faith in the Future World Tour                         | ―                                                  |
| 2023                                               | 15 y 16 de noviembre                               | Madonna                                            | The Celebration Tour                                   | 30,049                                             |
| 2024                                               | 3, 5 y 8 de abril                                  | Depeche Mode                                       | Memento Mori World Tour                                | 50,185                                             |
| 2024                                               | 21 de mayo                                         | J Balvin                                           | Que Bueno Volver a Verte Tour                          | ―                                                  |
| 2024                                               | 5 de junio                                         | Nicki Minaj                                        | Pink Friday 2 World Tour                               | 14,522                                             |
| 2024                                               | 11 de junio                                        | Karol G                                            | Mañana Será Bonito World Tour                          | 14,541                                             |
| 2024                                               | 12 de junio                                        | Olivia Rodrigo                                     | Guts World Tour                                        | 16,595                                             |
| 2024                                               | 11 de julio                                        | Megan Thee Stallion                                | Hot Girl Summer Tour                                   | —                                                  |
| 2024                                               | 25 y 26 de agosto                                  | Justin Timberlake                                  | Forget Tomorrow World Tour                             | 33,086                                             |
| 2024                                               | 2 de octubre                                       | Jonas Brothers                                     | Jonas Brothers: Five Albums. One Night. The World Tour | ―                                                  |
| 2025                                               | 11 de febrero                                      | Ateez                                              | Towards the Light : Will to Power                      | —                                                  |
| 2025                                               | 1 de mayo                                          | Twenty One Pilots                                  | The Clancy World Tour                                  | ―                                                  |
| 2025                                               | 4 de mayo                                          | Tyler, the Creator                                 | Chromakopia: The World Tour                            | —                                                  |
| 2025                                               | 29 y 30 de mayo                                    | Billie Eilish                                      | Hit Me Hard and Soft: The Tour                         | —                                                  |
| 2025                                               | 16 de junio                                        | Tate McRae                                         | Miss Possessive Tour                                   | ―                                                  |
| 2025                                               | 12 de agosto                                       | Shawn Mendes                                       | On the Road Again Tour                                 | ―                                                  |
| 2025                                               | 15, 16 y 18 de agosto                              | Drake y PartyNextDoor                              | Some Special Shows 4 U                                 | ―                                                  |
| 2025                                               | 1 de octubre                                       | OneRepublic                                        | Escape To Europe Tour                                  | ―                                                  |
| 2025                                               | 23 de octubre                                      | Katy Perry                                         | The Lifetimes Tour                                     | ―                                                  |
| 2026                                               | 28 de febrero                                      | Jason Derulo                                       | The Last Dance World Tour                              | ―                                                  |